# طرقوة (الحديدة)

تعديل مصدري - تعديل

طرقوه هي إحدى قرى مديرية الجراحي، التابعة لمحافظة الحديدة اليمنية، بلغ تعداد سكانها 1758 نسمة حسب الإحصاء الذي أجري عام 2004.